# În căutarea comorii pierdute
În căutarea comorii pierdute (titlu original Lost Treasure cu sensul de Comoara pierdută) este un film de acțiune din 2003 cu Stephen Baldwin, Nicollette Sheridan și Coby Ryan McLaughlin în rolurile principale. A fost scris de Harris Done și Diane Fine și regizat de Jim Wynorski sub pseudonimul Jay Andrews. 
Povestea filmului este despre o vânătoare de comori pe o insulă tropicală, o comoară despre care se presupune că a fost ascunsă de Cristofor Columb. Harta care duce la comoară a fost ruptă în două, astfel încât este nevoie de ambele jumătăți pentru a o găsi.

## Rezumat
Un tablou este furat dintr-o clădire în timpul unui incendiu mare. După ce este recuperat, poliția găsește în acesta o hartă misterioasă. Carl, un ofițer de poliție responsabil cu acest caz, îi cere fratelui său Bryan (Stephen Baldwin), expert în antichități, să îl ajute cu ancheta. Analizând vopseaua și materialul textil, cei doi descoperă că harta i-a aparținut lui Cristofor Columb, iar desenele de pe ea fac referire la o veche legendă a unei comori pierdute. 
Pe lângă descifrarea unor ghicitori misterioase, cei doi vor trebui să lupte și împotriva unei bande violente de tâlhari care urmărește comoara.
Detectivul Carl este prins de această bandă de tâlhari. Cu ajutorul frumoasei Carrie (Nicolette Sheridan), expertă în pilotarea avioanelor, Brian începe o operațiune de salvare a fratelui său.

## Distribuție
- Stephen Baldwin – Bryan McBride
- Nicollette Sheridan – Carrie
- Coby Ryan McLaughlin – detectivul Carl McBride
- Hannes Jaenicke⁠(d) – Ricardo Arterra
- Jerry Doyle – detectivul Sean Walker
- Mark Christopher Lawrence⁠(d) – Danny „Danny G”
- Tami-Adrian George – Tammy
- Scott L. Schwartz⁠(d) – Joe „Joe cel Nebun”